# کیش‌توکای
کیشتوکای (به مجاری:  Kistokaj) یک شهرداری در مجارستان است که در ناحیه میشکولتس واقع شده‌است. کیشتوکای ۹٫۷۵ کیلومتر مربع مساحت و ۱٬۸۷۶ نفر جمعیت دارد.